# OC蒙加諾
OC蒙加諾（斯瓦西里语：OC Muungano），是一支位于民主刚果布卡武的足球俱乐部，目前为民主刚果最高级别联赛刚果民主共和国足球甲级联赛球队，球队的主体育场为可容纳1万人的协和体育场（Stade de la Concorde）。（页面存档备份，存于）

## 球队成绩
- 南基伍省联赛冠军: 2次

2003, 2006